# Amphiphalera
Amphiphalera is een geslacht van vlinders van de familie tandvlinders (Notodontidae), uit de onderfamilie Notodontinae.

## Soorten
- A. leuconephra Hampson, 1910
- A. nigripuncta Kiriakoff, 1975